# Верхній Малий Сернур
Верхній Малий Серну́р (рос. Верхний Малый Сернур, марій. Чемей почиҥга) — присілок у складі Сернурського району Марій Ел, Росія. Входить до складу Сердезького сільського поселення.

## Населення
Населення — 17 осіб (2010; 25 у 2002).
Національний склад (станом на 2002 рік):
- марі — 100 %